# Дусманов, Евгений Иванович
Евгений Иванович Дусманов (22 ноября 1937, Зубова Поляна (по другим данным в Люберцах, Московской области) — 9 июля 2005, Москва) — советский футболист, вратарь. Играл за команды высшей лиги «Крылья Советов» (Куйбышев) и «Адмиралтеец» (Ленинград).

## Биография
С двенадцати лет начал выступать в футбольных соревнованиях, защищая ворота детских, а затем и юношеских команд московского «Спартака». В 1955 году включён в состав команды мастеров этого же спортивного общества. С 1956 года играл в куйбышевской команде «Крылья Советов», а в 1958 году перешёл в ленинградский «Адмиралтеец».
Выступал также за команды СКА (Львов), «Автомобилист» (Ленинград), «Зенит» (Ижевск) и «Нефтяник» (Тюмень).
В 1964 году провёл 22 матча за дубль ленинградского «Зенита».

## Клубная статистика
| Выступление              | Выступление      | Выступление      | Лига | Лига | Кубок | Кубок | Итого | Итого |
| Клуб                     | Лига             | Сезон            | Игры | Голы | Игры  | Голы  | Игры  | Голы  |
| ------------------------ | ---------------- | ---------------- | ---- | ---- | ----- | ----- | ----- | ----- |
| Крылья Советов           | D2               | 1956             | 3    | -1   | —     | —     | 3     | -1    |
| Крылья Советов           | D1               | 1957             | 6    | -10  | 1     | -1    | 7     | -11   |
| Крылья Советов           | Итого            | Итого            | 9    | -11  | 1     | -1    | 10    | -12   |
| Адмиралтеец              | D1               | 1958             | 15   | -30  | —     | —     | 15    | -30   |
| Адмиралтеец              | D2               | 1959             | 3    | -    | —     | —     | 3     | 0     |
| Адмиралтеец              | D1               | 1960             | 1    | -2   | —     | —     | 1     | -2    |
| Адмиралтеец              | Итого            | Итого            | 19   | -32  | —     | —     | 19    | -32   |
| СКА (Львов)              | D2               | 1962             | 22   | -    | —     | —     | 22    | 0     |
| СКА (Львов)              | D1               | 1963             | 38   | -    | 1     | -1    | 39    | -1    |
| СКА (Львов)              | Итого            | Итого            | 60   | -    | 1     | -1    | 61    | -1    |
| Автомобилист (Ленинград) | D3               | 1965             | 34   | -14  | 2     | -3    | 36    | -17   |
| Автомобилист (Ленинград) | Итого            | Итого            | 34   | -14  | 2     | -3    | 36    | -17   |
| Нефтяник (Тюмень)        | D3               | 1968             | 38   | -29  | —     | —     | 38    | -29   |
| Нефтяник (Тюмень)        | Итого            | Итого            | 38   | -29  | —     | —     | 38    | -29   |
| Всего за карьеру         | Всего за карьеру | Всего за карьеру | 160  | -86  | 4     | -5    | 164   | -91   |

## Личная жизнь
Дусманов, Вячеслав Евгеньевич — сын, вратарь.

## Достижения
- Победитель первой лиги СССР (2): 1956, 1959